# Chirixalus ananjevae
Chirixalus ananjevae é uma espécie de anfíbio da família Rhacophoridae.
É endémica do Vietname.
Os seus habitats naturais são: regiões subtropicais ou tropicais húmidas de alta altitude e marismas intermitentes de água doce.
Está ameaçada por perda de habitat.